# Mellicta coreae
Mellicta coreae är en fjärilsart som beskrevs av Ruggero Verity 1930. Mellicta coreae ingår i släktet Mellicta och familjen praktfjärilar. Inga underarter finns listade i Catalogue of Life.